# Тодор Семов
Тодор Денев Семов е български офицер, полковник.

## Биография
Роден е през 1897 година в старозагорското село Козаревец. През 1919 година завършва Военното училище в София. От 1925 г. служи в трети конен полк, а от 1928 г. в трети пехотен полк. През 1930 г. е назначен на работа към конезавода в „Божурище“. На следващата година му е поверено командването на ескадрон в конезавода. През 1932 г. става командир на ескадрон в пети конен полк, а от 1933 г. е командир на ескадрон в Лейбгвардейския конен полк. От 1936 г. е адютант на втора бърза дивизия, началник на секция във втора бърза дивизия (1939) и адютант на първа конна бригада (1939). На 14 септември 1944 година с министерска заповед № 125 е назначен за командир на четвърти конен полк, част от втора конна дивизия. От 1945 е началник на Кавалерийската школа. През 1947 е заместник-командир на Конната дивизия. Награждаван е с орден „За храброст“, IV степен, 1 клас. Участва на олимпийските игри в Амстердам 1928 и Берлин 1936 като част от българския отбор по конна езда. На игрите през 1928 г. е знаменосец на българската делегация.

## Военни звания
- Подпоручик (1919)
- Поручик (30 януари 1923)
- Капитан (15 май 1928)
- Майор (6 май 1936)
- Подполковник (6 май 1940)
- Полковник (14 септември 1943)